# Kuşdoğan, Ünye
Kuşdoğan là một xã thuộc huyện Ünye, tỉnh Ordu, Thổ Nhĩ Kỳ. Dân số thời điểm năm 2010 là 136 người.